# Campeonato Mundial de Ginástica Artística de 2013 - Salto sobre a mesa feminino
A competição de salto sobre a mesa feminino do Campeonato Mundial de Ginástica Artística de 2013 foi sua final disputada no dia 5 de outubro. A qualificatória que definiu as ginastas finalistas foi disputada em 1 e 2 de outubro.

## Medalhistas
| Ouro   | USA McKayla Maroney |
| Prata  | USA Simone Biles    |
| Bronze | PRK Hong Un-Jong    |

## Resultados

### Qualificatória
Esses são os resultados da qualificatória.
| Pos. | Ginasta                | Total  | Nota |
| ---- | ---------------------- | ------ | ---- |
| 1    | USA McKayla Maroney    | 15,641 | Q    |
| 2    | USA Simone Biles       | 15,550 | Q    |
| 3    | PRK Hong Un Jong       | 15,249 | Q    |
| 4    | VIE Phan Thi Ha Thanh  | 14,966 | Q    |
| 5    | SUI Giulia Steingruber | 14,799 | Q    |
| 6    | UZB Oksana Chusovitina | 14,750 | Q    |
| 7    | DOM Yamilet Pena Abreu | 14,683 | Q    |
| 8    | NED Chantysha Netteb   | 14,516 | Q    |
| 9    | CAN Elsabeth Black     | 14,383 | R    |
| 10   | RUS Aliya Mustafina    | 14,366 | R    |
| 11   | SLO Teja Belak         | 14,366 | R    |

- Q - qualificada para a final
- R - reserva

### Final
Esses são os resultados da final.
| Pos. | Ginasta                | Salto 1 | Salto 1 | Salto 1 | Salto 1 | Salto 2 | Salto 2 | Salto 2 | Salto 2 | Total  |
| Pos. | Ginasta                | Nota D  | Nota E  | Pen.    | Total   | Nota D  | Nota E  | Pen.    | Total   | Total  |
| ---- | ---------------------- | ------- | ------- | ------- | ------- | ------- | ------- | ------- | ------- | ------ |
|      | USA McKayla Maroney    | 6,300   | 9,766   | 0,1     | 15,966  | 6,000   | 9,483   |         | 15,483  | 15,724 |
|      | USA Simone Biles       | 6,300   | 9,633   |         | 15,933  | 5,600   | 9,658   |         | 15,258  | 15,595 |
|      | PRK Hong Un Jong       | 6,300   | 9,266   |         | 15,566  | 6,400   | 9,000   |         | 15,400  | 15,483 |
| 4    | SUI Giulia Steingruber | 6,200   | 9,300   |         | 15,500  | 5,800   | 9,166   |         | 14,966  | 15,233 |
| 5    | UZB Oksana Chusovitina | 6,200   | 8,533   | 0,1     | 14,633  | 5,500   | 9,033   |         | 14,533  | 14,583 |
| 6    | VIE Phan Thi Ha Thanh  | 6,200   | 8,866   | 0,1     | 14,966  | 5,800   | 7,933   | 0,1     | 13,633  | 14,299 |
| 7    | DOM Yamilet Abreu      | 7,000   | 7,766   | 0,3     | 14,466  | 5,800   | 7,666   |         | 13,466  | 13,966 |
| 8    | NED Chantysha Netteb   | 5,800   | 8,100   |         | 13,900  | 0,000   | 0,000   |         | 0,000   | 6,950  |